# موشين
موشين (باليابانية: 無心) هو مصطلح يشير إلى الحالة العقلية التي يكون فيها المقاتل ذوي المستوى العالي جدا قبل أن ينخرط في أي صراع، كما يسعون في الكثير من الأحيان للتدرب للوصول إلى تلك الحالة العقلية أثناء الحياة اليومية. أصل الكلمة هو مصطلح (無心の心) من تعاليم الزن والذي يعني "العقل الخالي من التفكير"، وذلك يشير إلى الفكر الذي لا يركز على شيء أو فكرة معينة وبالتالي يكون متاحا ومفتوحا للتفاعل بشكل دائم.
يتم الوصول إلى حالة موشين عندما يفرغ عقل الإنسان من جميع الأفكار المتعلقة بالغضب والخوف والأنانية وذلك خلال القتال أو أثناء الحياة اليومية العادية، بحيث يصبح الإنسان قادرا على القيام بردات الفعل دون التأثير من العوامل الخارجية المشوشة ودون تردد.
يتطلب الوصول إلى هذه الحالة عادة سنوات طويلة من التدريب على الحركات، بحيث يتم الحصول على مزيج من الحركات القتالية دون الحاجة للتفكير بكل منها على حدة.
يعتقد بعض أساتذة فنون القتال بأن حالة موشين هي الحالة التي يصل فيها المقاتل أخيرا لفهم بأن إتقان الحركات ليست هي كل شيء في الصراع بحيث يصبح حر الحركة بشكل كامل، وفي الواقع قد لا يعتبر المقاتل الذي وصل إلى حالة موشين نفسه مقاتلا، وإنما إنسانا عاديا يتحرك بحرية ضمن الفضاء.

## اقرأ أيضا
- بوشيدو
- فنون قتالية
- زانشين